# Sionsstraat
De Sionsstraat is een straat in het centrum van de Nederlandse plaats Voorburg. De straat heeft een L vorm en loopt vanaf de Herenstraat tot de Kerkstraat. Zijstraten van de Sionsstraat zijn de Raadhuisstraat (deze kruist de Sionsstraat), Oude Haven en de Vlietstraat. De straat is ongeveer 280 meter lang. De Sionsstraat is een vrij smalle straat, enkel het stuk vanaf de Raadhuisstraat wat ongeveer 40 meter is, is breder. Een gedeelte van de straat loopt parallel aan de Zuid Vliet (of Rijn-Schiekanaal)

## Geschiedenis
De Sionsstraat is een niet zo lange straat waaraan een aantal gemeentelijke monumenten zich bevinden, hieronder is de buitenplaats "Sionslust" op nummer 9. Vanaf 2000 zit hier "Waaijer Projectrealisatie".

## Trivia
- Op de Sionsstraat 9 heeft vroeger Hendrik van Deventer gewoond, een Nederlands internationaal beroemde arts die rond 1700 leefde. Ook de schout van Voorburg, Johan Anthony Schiefbaan[2] alsook Cornelis Johan Anton Marie ten Hagen, jurist, politicus en verzetsman.[3][4]

## Fotogalerij

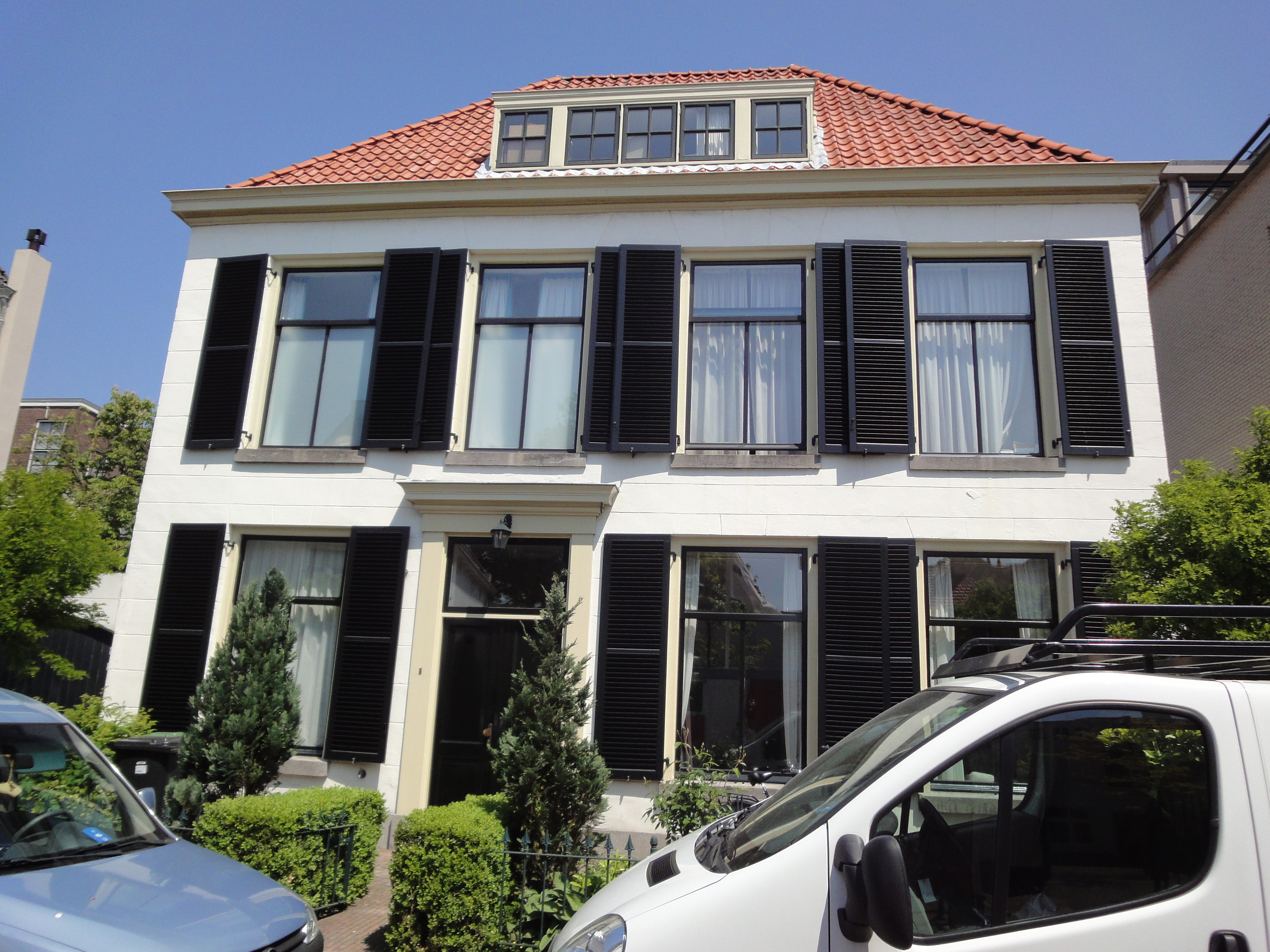
Sionsstraat 4 (gemeentelijk monument)
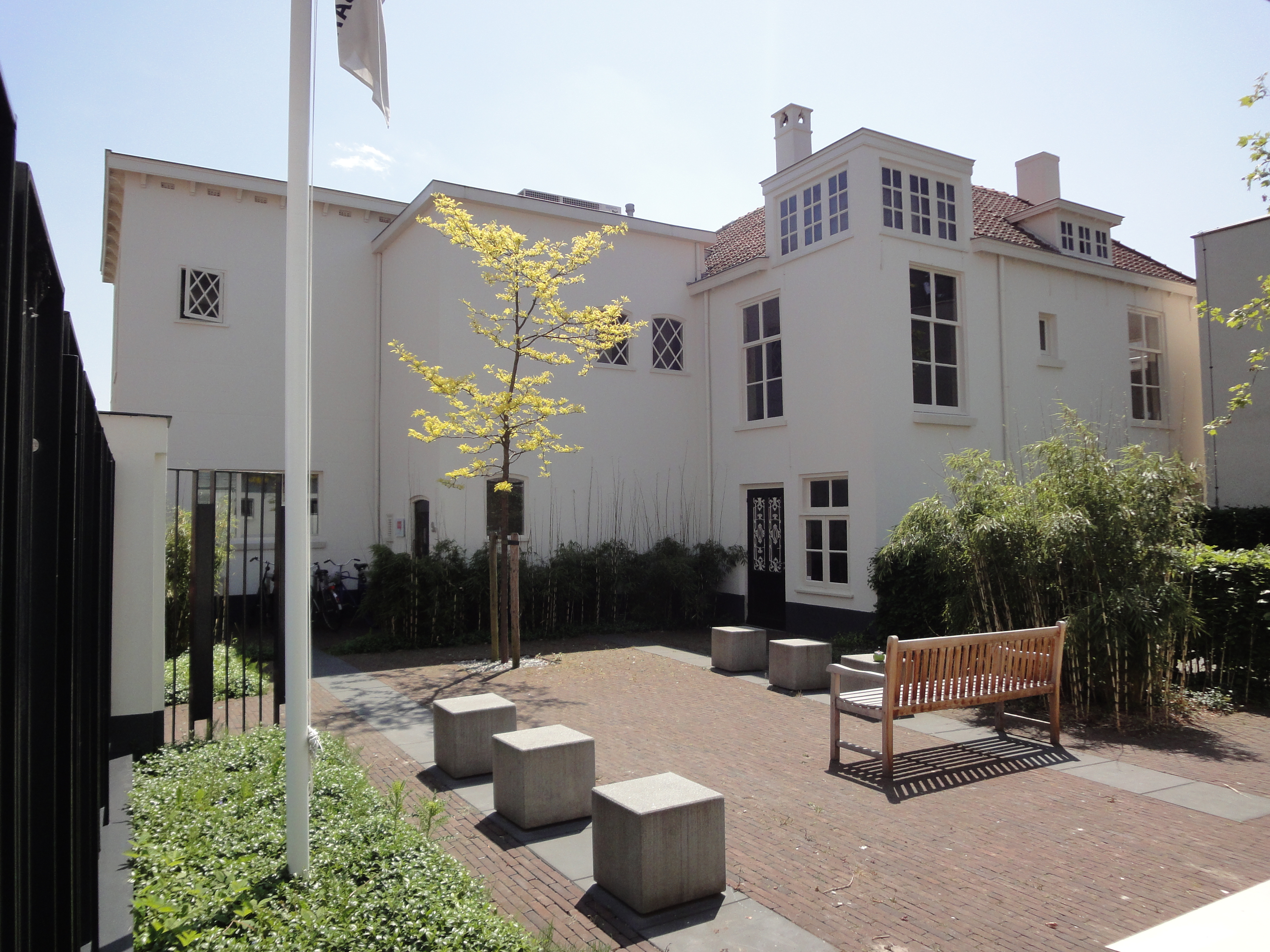
Sionsstraat 9 (gemeentelijk monument)

Herenstraat ·
Kerkstraat ·
Oosteinde · 
Schoolstraat ·  
Sionsstraat